# 드루 고더드
앤드루 브라이언 호건 "드루" 고더드(영어: Andrew Brion Hogan "Drew" Goddard 1975년 2월 26일 ~ )는 미국의 영화 감독, 영화 제작자, 각본가이다. 《캐빈 인 더 우즈》(2012)가 그의 첫 연출 작품이다. 이외에 《클로버필드》(2008), 《월드워Z》(2013) 등의 영화와 《뱀파이어 해결사》, 《엔젤》, 《앨리어스》, 《로스트》와 같은 드라마의 각본도 썼다. 그리고 이 작품들에서 조스 휘던, J. J. 에이브럼스와 같이 일했다.

## 작품 목록

### 연출
- 캐빈 인 더 우즈 (2012)
- 배드 타임즈: 엘 로얄에서 생긴 일 (2018)